# H'raoua
H'raoua (în arabă هراوا) este o comună din provincia Alger, Algeria.
Populația comunei este de 27.565 de locuitori (2008).